# 原のり子
原 のり子（はら のりこ、1月25日 - 2021年9月7日）は日本の漫画家。千葉県出身、水瓶座、血液型はB型。

## 略歴
OLからアシスタントを経て、1981年に白泉社の「別冊花とゆめ」春の号に掲載された『ほんとはクールな桐生さん?』でデビュー。1985年頃まで「花とゆめ」本誌や別冊、増刊などで読み切り作品を発表したのち、1986年に女性向け漫画雑誌に活動の場を移し、同社の「セリエ」や「セリエミステリー」、「シルキー」などを経て各社の漫画雑誌で活動を行なっていた。
作品は少年画報社の「MAY」、主婦と生活社の「ミッシィ」や双葉社の「Jour」、宙出版の「ハーモニィRomance」や集英社の「オフィスユー」などで発表されており、ハーレクインの漫画化も含まれる。単行本も各社から発刊されていて、『オクトパスガーデン』と『オクトパスガーデンα』のように、連作ながら単行本が別々の出版社から出たものもある。なお「花とゆめ」時代の作品については花とゆめコミックスからの刊行はされていない。
趣味はガーデニングと洋裁・編み物。またロマンス小説の収集で、これはサンリオのロマンスコミックスでの仕事がきっかけだという。

## 書誌情報

### MAY'S BESTS
- 誘惑未満（1986年5月、ISBN 4-785-94543-5）
- 愛しきはあなた（1986年10月、ISBN 4-785-94562-1）[4]
- アブノーマルしましょ!?（1987年7月、ISBN 4-785-91075-5）[5]
- 夢の中 夢の外（1989年5月、ISBN 4-785-91205-7）[6]
- LOVE LIES（1990年8月、ISBN 4-785-91247-2）[7]
- 異邦人（MAY'S BESTS、1991年7月、ISBN 4-785-91287-1）[8]
- カマってられるか!（1991年11月、ISBN 4-785-91301-0）
- ミッドナイトバーニング（1992年6月、ISBN 4-785-91318-5）
- アスファルト・ベビィ（1995年 - 1998年、全5巻）[9]
- オクトパスガーデンα（原作：石上遙、1997年7月、ISBN 4-785-91574-9）[10]
- アンバランス・シティ（1998年6月、ISBN 4-785-91846-2）[11]
- 壁に耳ありトイレに目あり（1999年 - 2000年、全3巻）[12]

### 白泉社レディースコミックス
- 扉のむこうの私（1990年4月、ISBN 4-592-15371-5）[13]
- ハンターにご用心（1992年5月、ISBN 4-592-15372-3）[14]
- 魔女たちは笑う（原作：石神はるか、1993年10月、ISBN 4-592-15373-1）[15]
- 私だけのステップで（原作：石神はるか、1994年8月、ISBN 4-592-15374-X）[16]
- 迷惑な贈り物（1995年2月、ISBN 4-592-15375-8）[17]
- 真夜中の訪問者（1995年9月、ISBN 4-592-15376-6）[18]
- キスまでの時間（1997年12月、ISBN 4-592-15378-2）[19]
- ふたりは二人（1997年2月、ISBN 4-592-15377-4）[20]

### エメラルドコミックス
- マテリアル・ガール（1987年8月、ISBN 4-391-90333-4）[21]
- モンローの神話（原作：志賀公江、1992年、全2巻）[22]
- 女王の帰還（2012年7月、ISBN 978-4-776-73320-1）[23]
- たくらみは二人だけの秘密（原作：ジュディス・アイボリー（英語版）、2013年7月、ISBN 978-4776735465）[24]

### ジュールコミックス
- 同棲っちゅうの?!（1989年2月、ISBN 4-575-33076-0）[25]
- BODY TALK（1990年8月、ISBN 4-575-33043-4）[26]
- 彼女はソレを我慢できない（1992年9月、ISBN 4-575-33146-5）[27]
- 六本木コマンド（原作：石神はるか、1993年、全2巻）[28]
- ヒターノの娘（原作：石神はるか、1994年6月、ISBN 4-575-33190-2）[29]
- オクトパスガーデン（原作：石上遙、1995年2月、ISBN 4-575-33198-8）[30]
- 主婦からの脱出（2003年3月、ISBN 978-4-575-33287-2）
- ゴージャス（2006年5月、ISBN 978-4-575-33321-3）
- バツイチ。（2008年5月、ISBN 978-4-575-33360-2）
- 空から恋が降ってきた（原作：石神遥、2010年1月、ISBN 978-4-575-33407-4）
- 玉の輿がいいの（原作：砂夏ケイ、2010年4月、 ISBN 978-4-575-33416-6）
- 男は背中で勝負する（2011年3月、ISBN 978-4-575-33446-3）
- アダムなイヴ（2011年12月、ISBN 978-4-575-33465-4）[31]
- 俺様と私（2015年2月、ISBN 978-4-575-33617-7）[32]
- 俺様の初恋（2017年12月、ISBN 978-4-575-33692-4）

### オフィスユーコミックス
- 休暇中の愛人（2004年6月、ISBN 978-4-420-15046-0）[33]
- 突然のダーリン（2004年11月、ISBN 978-4-420-15052-1）[34]
- きみのいた季節（2005年10月、ISBN 978-4-420-15073-6）[35]
- 男をダイエット!（2006年6月、ISBN 978-4-420-15090-3）[36]
- 悪魔なアイツ（2007年3月、ISBN 978-4-420-15114-6）[37]
- 彼女にお手あげ（2008年5月、ISBN 978-4-420-15149-8）[38]
- オセロ (2009年6月、ISBN 978-4-420-15181-8）[39]
- 情事の代償（2010年5月、ISBN 978-4-420-15208-2）[40]
- 代理の花嫁（原作：砂夏ケイ、2011年6月、ISBN 978-4-420-15233-4）[41]
- 猫にまみれて三千里 (2012年7月、ISBN 978-4-420-15255-6)[42]

### ミッシィコミックス
- 薬指のマジック（2005年12月、ISBN 978-4-776-71807-9）
- 契約結婚（2006年10月、ISBN 978-4-776-72051-5）
- 悪女は夜作られる?（2007年4月、ISBN 978-4-776-72177-2）
- オフィス・ラヴァーズ（2007年7月、ISBN 978-4-776-72245-8）
- 花嫁はだれの手に（2007年10月、ISBN 978-4-776-72314-1）
- 摩天楼の海を渡れ（2008年9月、ISBN 978-4-776-72573-2）
- シーク-Shiek-（2009年2月、ISBN 978-4-776-72713-2）
- お嬢様の選択（2010年10月、ISBN 978-4-776-72977-8）
- ヴァージンロードの歩き方（原作：砂夏ケイ、2011年2月、 ISBN 978-4-776-73044-6）[43]
- アラベスク・ラブ（2011年6月、ISBN 978-4-776-73110-8）[44]
- そして運命の鐘が鳴り…（2011年11月、ISBN 978-4-776-73187-0）[45]
- 社長と私と、恋の作法（原作：砂夏ケイ・石神はるか、2012年6月、ISBN 978-4-776-73296-9）[46]
- 極上レンアイ（2012年12月、ISBN 978-4-776-73410-9）[47]
- アシュバールの恋人（原作：砂夏ケイ・石神はるか、2013年5月、ISBN 978-4-776-73500-7）[48]
- 理学博士の恋愛論（2013年11月、ISBN 978-4-776-73620-2）[49]
- シークと恋のエッセンス（2015年11月、ISBN 978-4-776-74128-2）[50]

### その他
- 足ながおじさん（コミック版世界名作全集、原作：ウェブスター、1983年12月、ISBN 4-763-12307-6）[51]
- 離婚白書（Meコミックスデラックス、1991年7月、ISBN 4-063-13237-4）[52]
- 薔薇の名残（宙出版、ハーレクインコミックスカラー、原作：ノーラ・ロバーツ、2006年3月、ISBN 4-7767-1899-5）[53]
- 沈黙の騎士（ハーレクインコミックス、ハ4-01、原作：トーリ・フィリップス、2008年9月、ISBN 978-4-596-95073-4）[54]
- 誰も知らない夜（ハーレクインコミックス、ハ4-02、原作：ジュリー・E・リート、2010年4月、ISBN 978-4-596-95217-2）[55]
- 運命の逆転（ハーレクインコミックス、ハ4-03、原作：ポーラ・マーシャル、2016年5月、ISBN 978-4-596-95778-8）[56]
- リトル・ダーリン（ハーレクインコミックス、ハ4-04、原作：シェリル・レビス、2019年1月、ISBN 978-4596959874）[57]